# Brugse Bank

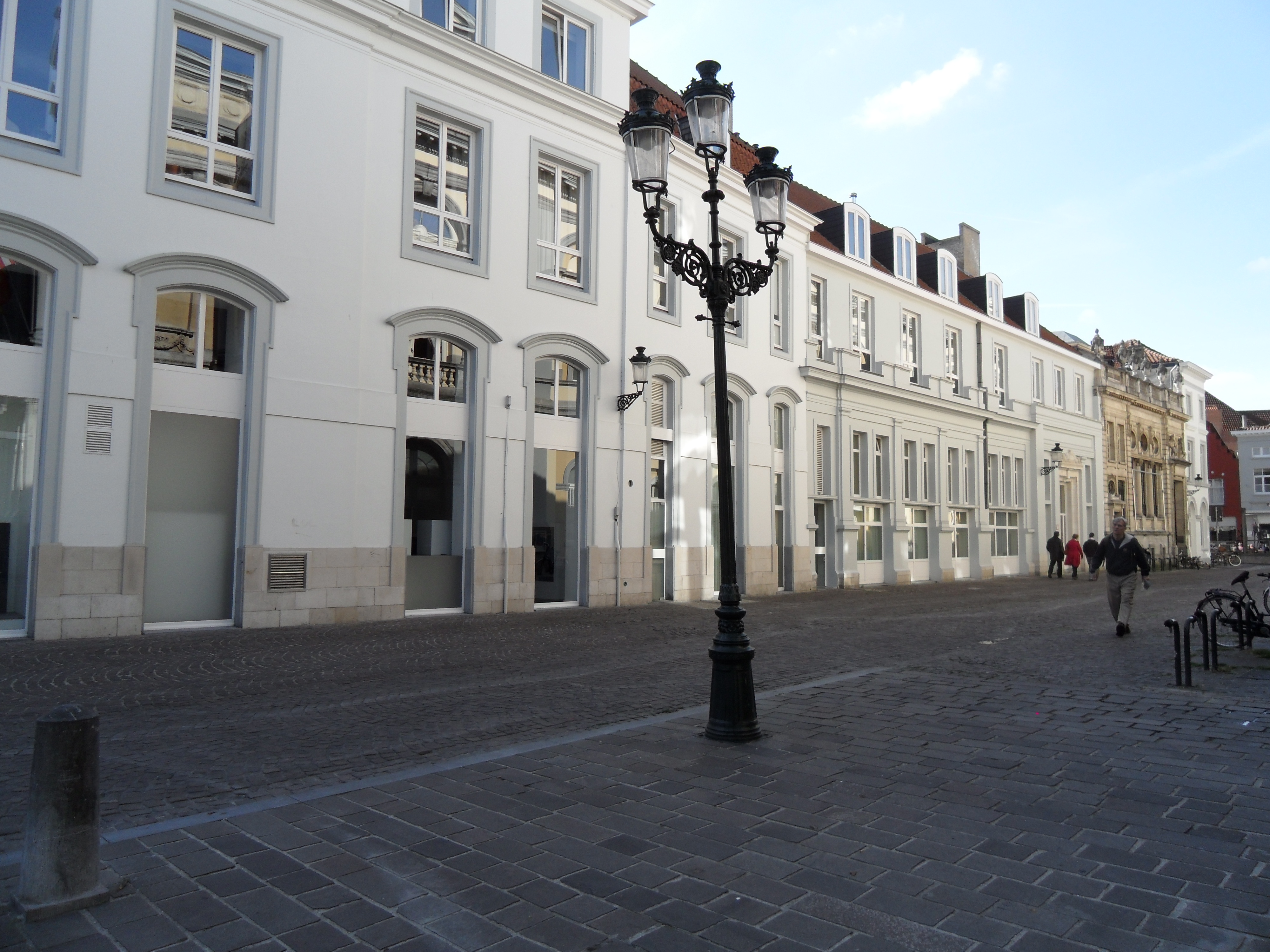
De Jakob van Ooststraat in 2012, met uiterst rechts (lichtgeel) de in 1922 gebouwde lokettenzaal

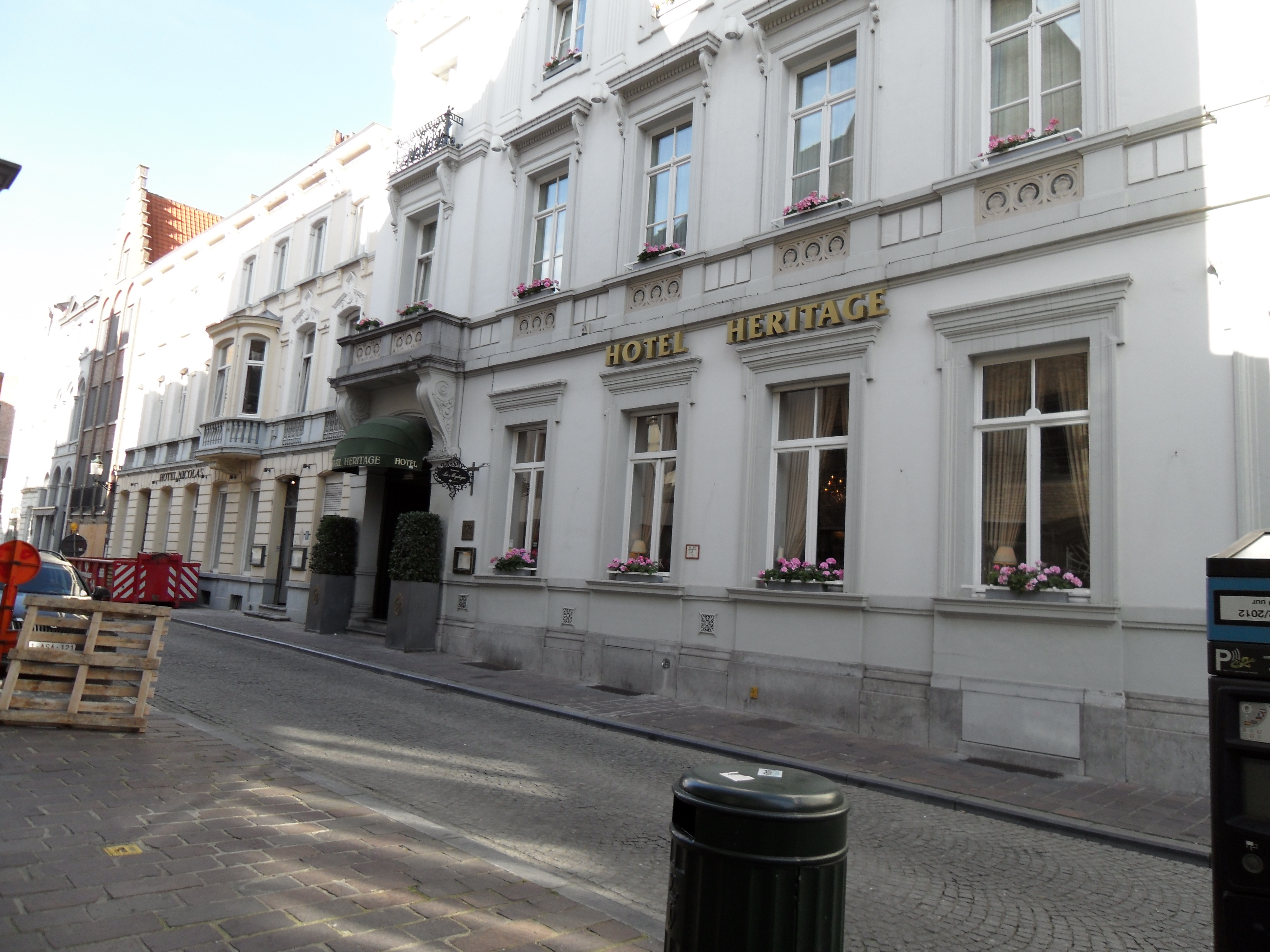
De Niklaas Desparsstraat in 2012, met Hotel Nicolas en Hotel Heritage

Brugse Bank is de naam van twee financiële instellingen die te Brugge actief waren op verschillende plaatsen en tijdstippen van de twintigste eeuw, maar die niets met elkaar te maken hadden.

## Vlamingstraat 35
Op 4 juli 1906 werd voor notaris Alfred Vander Hofdstadt te Brugge de naamloze vennootschap Banque Brugeoise (Brugsche Bank) opgericht met een kapitaal van een miljoen frank, verdeeld over 2000 aandelen van 500 frank.
Edouard Willems, voorzitter van de Brugse Rechtbank van Koophandel, kreeg 100 volgestorte en 80 voor 50 % volgestorte aandelen van de nieuwe vennootschap in ruil voor zijn inbreng van het huis gelegen Vlamingstraat 35 met een oppervlakte van 462 vierkante meter. Hij had het huis in 1875 gekocht van Louis Bouùaert.
Andere belangrijke aandeelhouders waren de Banque Internationale de Bruxelles (468 aandelen), de Banque Centrale Anversoise (200 aandelen) en de Banque Liègeoise (100 aandelen). De rest, een tachtigtal, tekende in op enkele of enkele tientallen aandelen. Meerderen lieten zich vertegenwoordigen door Edouard Willems, wat er op kan wijzen dat deze de initiatiefnemer was voor de oprichting van de bank.
In de raad van bestuur zetelden Victor Fris, Edouard Willems, Emile Cousin, Maurice Laviolette, Leopold Ranscelot, Ernest Storms, Victor Wess en Joseph Wynen.
De kantoren van de bank werden voorlopig ondergebracht in de Sint-Jakobsstraat 11. In de plaatselijke pers is de volgende jaren weinig informatie over de nieuwe bank te vinden. In La Patrie verschijnt op 18 maart 1908 een advertentie waarin de aandeelhouders uitgenodigd worden op de algemene vergadering in de maatschappelijke zetel, Vlamingstraat 35.
In 1913 nam Crédit Anversois een belangrijke participatie in de bank, waarbij de benaming gewijzigd werd in Crédit des Flandres – filiale du Crédit Anversois. In 1919 fusioneerden de Banque Brugeoise, de Crédit Tirlemontois en de Crédit Limbourgeois met de Crédit Anversois. In 1941 werd de Crédit Anversois vereffend onder leiding van Eugène de Barsy.
In de Vlamingstraat 35 kwam na de Tweede Wereldoorlog het Brugse filiaal van de Bank van Roeselare. Sinds 2006 is de Vrije Brugse Radio-Omroep (VBRO) er gevestigd.

## Niklaas Desparstraat 11 en Jakob van Ooststraat 4
De Crédit Général Liégeois, opgericht in 1865, had een filiaal in de Niklaas Desparsstraat 11 te Brugge. In het tuingedeelte, uitgevend op de Jakob van Ooststraat, werd in 1922 een lokettenzaal gebouwd.
De instelling was al sinds de negentiende eeuw vertegenwoordigd in Brugge door de Caisse d'Escompte J. Van der Hofstadt & Cie. Deze laatste leed in 1901 een zwaar verlies en een buitengewone vergadering van aandeelhouders stemde op 23 mei 1901 in met een overname door de Crédit Général Liégeois.
Volgens de provinciale wegwijzers uit de periode was het Brugse kantoor van de Crédit Général Liégeois tot 1905 gevestigd in de Korte Zilverstraat 4, het kantoor van de overgenomen Caisse d'Escompte. In 1907 was het kantoor al verhuisd naar de Niklaas Desparsstraat 11. Toen werd daar een buitengewone algemene vergadering gehouden van de Société Centrale pour l'Exploitation intercommunale de l'Industrie du Gaz et de l'Electricité, een bedrijf van de familie de Brouwer. Dit bevestigt onrechtstreeks de nauwe banden tussen de familie de Brouwer en de Crédit Général Liégeois, al is het onwaarschijnlijk dat Jean de Brouwer beheerder was van het Brugse filiaal van de bank, zoals vermeld wordt in het aan hem gewijde (Franstalig) Wikipedia-artikel. Dit was immers geen afzonderlijke rechtspersoon.
Op 4 februari 1932 werd de naamloze vennootschap Algemeene Brugsche Kredietbank, in het Frans Crédit Général Brugeois opgericht, met als maatschappelijke zetel Niklaas Desparsstraat 7-9, dit is het gebouw links van nummer 11. Het is mogelijk dat het op dat ogenblik deel uitmaakte van hetzelfde bankcomplex. De wegwijzers vermelden vaak geen huisnummer, waardoor de juiste locatie soms niet te achterhalen is.
Op 14 maart 1953 kwamen de aandeelhouders van dezelfde bank (met een iets andere benaming Banque Le Crédit Général Brugeois - Algemene Brugse Kredietbank en maatschappelijke zetel in de Jakob van Ooststraat 4) in buitengewone algemene vergadering bijeen en besloten de vennootschap te ontbinden. Een duidelijke reden is in de gepubliceerde tekst niet terug te vinden.
Op dezelfde dag werd een nieuwe vennootschap opgericht met de benaming Banque Brugeoise de Crédit et de Dépôts, in het Nederlands Brugse Krediet- en Depositobank. Meer dan de helft van het maatschappelijk kapitaal 12,5 miljoen frank) werd ingebracht door de Crédit du Nord belge (7,5 miljoen frank) en Crédit du Nord (1,5 miljoen frank). De Brugse verzekeraar Vincent Dugardyn uit de Dweersstraat bracht 1,4 miljoen in. Fernand Parmentier werd benoemd tot directeur van de bank. Hij had zelf 100.000 frank ingebracht en was ook de vertegenwoordiger van de meeste aandeelhouders van de op dezelfde dag ontbonden vennootschap.
Het is duidelijk dat er een verband is tussen de opeenvolgende banken op (bijna) hetzelfde adres, maar de juiste toedracht kon nog niet achterhaald worden.
De Crédit Général Liégeois werd in 1931 overgenomen door de Bank van Brussel, die in hetzelfde jaar ook de Bank van Brugge (Banque de Bruges) op de Markt overgenomen had. Een hypothese kan zijn dat veel Brugse klanten van de Luikse bank niet wilden overstappen naar de Bank van Brussel en dat daarom een nieuwe bank opgericht werd om de activiteiten van het Brugse filiaal over te nemen. Toen dit geen succes bleek te zijn, zag de Crédit du Nord (in het Nederlands Belgische Noord Kredietbank) de kans om zich in Brugge te vestigen.
De bank had in 1959, naast de hoofdzetel in de Jakob van Ooststraat, filialen in Heist, Oostende, Knokke, Torhout en Zeebrugge. Er werkten 22 bedienden.
In 1974 werd de naam van de "Brugse Krediet- en Depositobank" verkort tot "Brugse Bank", in het Frans "Banque Brugeoise". De bank werd vereffend in 1978. De maatschappelijke zetel bevond zich op dat ogenblik in de Jakob van Ooststraat 4. De Crédit du Nord behield nog enkele jaren een kantoor, eerst in de Eekhoutstraat, dan in de Vlamingstraat, maar verdween uiteindelijk volledig uit Brugge.

## Latere bestemming van de gebouwen
Na een lange periode van leegstand werd in de Jakob van Ooststraat 4 de loungebar en danscafé De Coulissen ondergebracht. De gebouwen in de Niklaas Desparsstraat kregen snel een hotelfunctie: Hotel Heritage in nummer 11, Hotel Nicolas in nummer 7.